# Javra tricincta
Javra tricincta är en stekelart som först beskrevs av Johann Ludwig Christian Gravenhorst 1829.  Javra tricincta ingår i släktet Javra och familjen brokparasitsteklar. Arten är reproducerande i Sverige. Inga underarter finns listade i Catalogue of Life.